# Округ Торанс (Њу Мексико)
Торанс (енгл. Torrance County) је округ у америчкој савезној држави Њу Мексико.

## Демографија
По попису из 2010. године број становника је 16.383, што је 528 (-3,1%) становника мање него 2000. године.
| Група             | 2000.         | 2010.         |
| Белци             | 9.677 (57,2%) | 9.173 (56,0%) |
| Афроамериканци    | 280 (1,7%)    | 219 (1,3%)    |
| Азијати           | 54 (0,3%)     | 71 (0,4%)     |
| Хиспаноамериканци | 6.283 (37,2%) | 6.399 (39,1%) |
| Укупно            | 16.911        | 16.383        |